# Кейро (Нью-Йорк)
Кейро (англ. Cairo) — місто (англ. town) в США, в окрузі Грін штату Нью-Йорк. Населення — 6644 особи (2020).

## Демографія
Згідно з переписом 2010 року, у місті мешкало 6670 осіб у 2817 домогосподарствах у складі 1800 родин. Було 3654 помешкання
Расовий склад населення:
| - 94,9 % — білих - 1,3 % — чорних або афроамериканців - 0,7 % — азіатів - 0,4 % — корінних американців - 0,1 % — вихідців з тихоокеанських островів |

До двох чи більше рас належало 1,8 %. Частка іспаномовних становила 4,4 % від усіх жителів.
За віковим діапазоном населення розподілялося таким чином: 19,8 % — особи молодші 18 років, 62,4 % — особи у віці 18—64 років, 17,8 % — особи у віці 65 років та старші. Медіана віку мешканця становила 44,6 року. На 100 осіб жіночої статі у місті припадало 95,0 чоловіків;  на 100 жінок у віці від 18 років та старших — 94,7 чоловіків також старших 18 років.
Середній дохід на одне домашнє господарство  становив 64 211 долар США (медіана — 55 036), а середній дохід на одну сім'ю — 77 148 доларів (медіана — 75 469). Медіана доходів становила 42 120 доларів для чоловіків та 38 513 долари для жінок. За межею бідності перебувало 8,3 % осіб, у тому числі 7,9 % дітей у віці до 18 років та 6,5 % осіб у віці 65 років та старших.
Цивільне працевлаштоване населення становило 3087 осіб. Основні галузі зайнятості: освіта, охорона здоров'я та соціальна допомога — 26,2 %, роздрібна торгівля — 11,9 %, виробництво — 10,6 %.